# Мангеті
Мангеті (Юнгеті) (д/н— після 391) — вождь жужанів.

## Життєпис
Другий син Дісуюаня. Після смерті батька розділив з братом Піхоубою володіння, отримавши західні землі та титул вождя. Невдовзі з занепадом держави Рання Цінь перестав сплачувати їй данину.
Згодом спільно з братом Піхоубою уклав союз Лю Венченєм, західним шаньюєм хунну. У відповідь війська вейського імператора Да У-ді 391 року атакували Мангеті та його брата. Зазнав тяжкої поразки, відступив до гори Бана, де здався вейським військам. Решту життя прожив в Вей, його подальша доля невідома. Того ж року один зйого синів Хедохань  продовжив  боротьбу.